# Нордигидрокапсаицин
Нордигидрокапсаицин — капсаициноид, аналог и конгенер капсаицина в перцах чили (Capsicum).
Другие названия:
- N-[(4-гидрокси-3-метоксибензил)метил]- 7-метилоктанамид
- N-ванилил-7-метилоктанамид
- ванилиламид 7-метилоктановой кислоты

## Свойства
Как и капсаицин, является ирритантом, составляя около 7% от общего объёма смесей капсаициноидов. Как и другие капсаициноиды, нордигидрокапсаицин в чистом виде — липофильное, бесцветное, кристаллическое вещество без запаха, имеющее вид восковой смеси.
Занимает шестое место по шкале жгучести Сковилла с 9.100.000 ЕШС.